# 仙台坂
仙台坂（せんだいざか）は、東京にある坂道。現在東京都内には2つの仙台坂があり、名称はいずれも江戸時代に仙台藩の屋敷が近隣にあったことに因んでいる。
1. 港区南麻布一丁目と元麻布一丁目の間にある坂　→　仙台坂（麻布）
2. 品川区南品川五丁目と東大井四丁目の間にある坂　→　仙台坂（品川）

## 仙台坂（麻布）
麻布の仙台坂は、港区南麻布一丁目と元麻布一丁目の境を、二の橋から西に上っていく坂である。現在の地理では、東京都道415号高輪麻布線二の橋交差点から西へ入った仙台坂下交差点から南麻布一丁目に沿うように上り、麻布十番三丁目と元麻布一丁目を経て、仙台坂上交差点に至る。
坂の名称は、かつてこの坂の南側に松平陸奥守（仙台藩伊達家）の下屋敷があったことに因む。坂下のほうはもと「仙台原」と呼ばれており、1899年に結成された日本初のラグビーチーム慶應義塾のラグビーフットボールクラブは、結成当時、この仙台原を練習場として使っていた。
川崎造船所初代社長の松方幸次郎は、自身のコレクション（後の松方コレクション）を展示するために仙台坂に「共楽美術館」の建設用地を確保していた。計画は実現せず、現在松方コレクションの多くは上野の国立西洋美術館が収蔵している。
現状は片側1車線の対面通行の道路であり、仙台坂上は麻布一帯の台地の南端に位置して各方面に通じることから、自動車の交通量は多い。明治時代以降、「仙台坂」が住所地名となったことはないが、付近のマンションの名称などにはしばしば「仙台坂」の名称が付けられている。また、仙台坂の中腹には駐日韓国大使館がある。
ラジオ番組 『サントリー・サタデー・ウェイティング・バー』（TOKYO FM）では、麻布の仙台坂上にあるとされる架空のレストランを舞台に番組が進行する。仙台坂の近隣には、同じく奥州の南部藩中屋敷に因む「南部坂」もある。

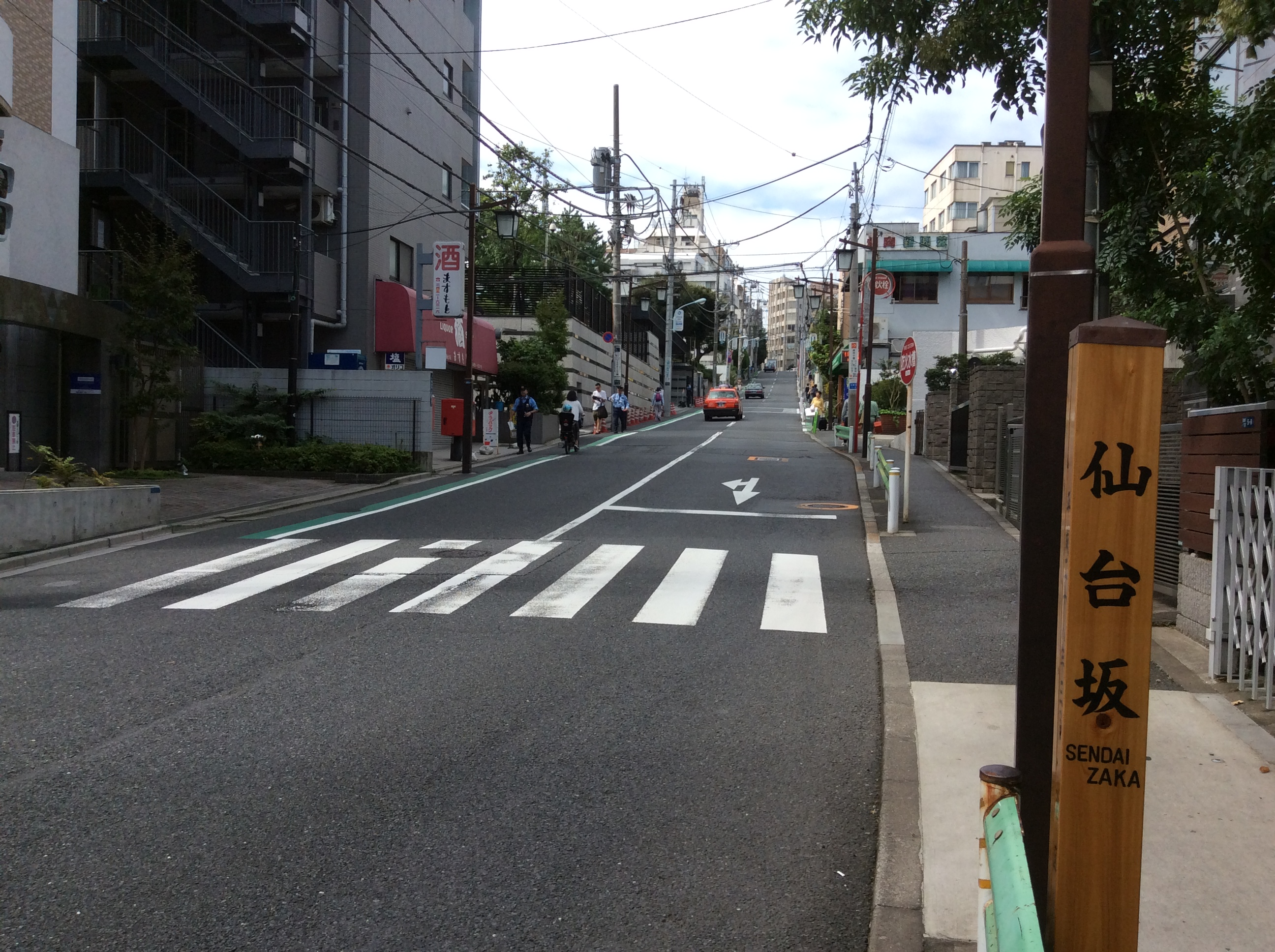
麻布 仙台坂を西方向に昇る（2017年9月24日撮影）
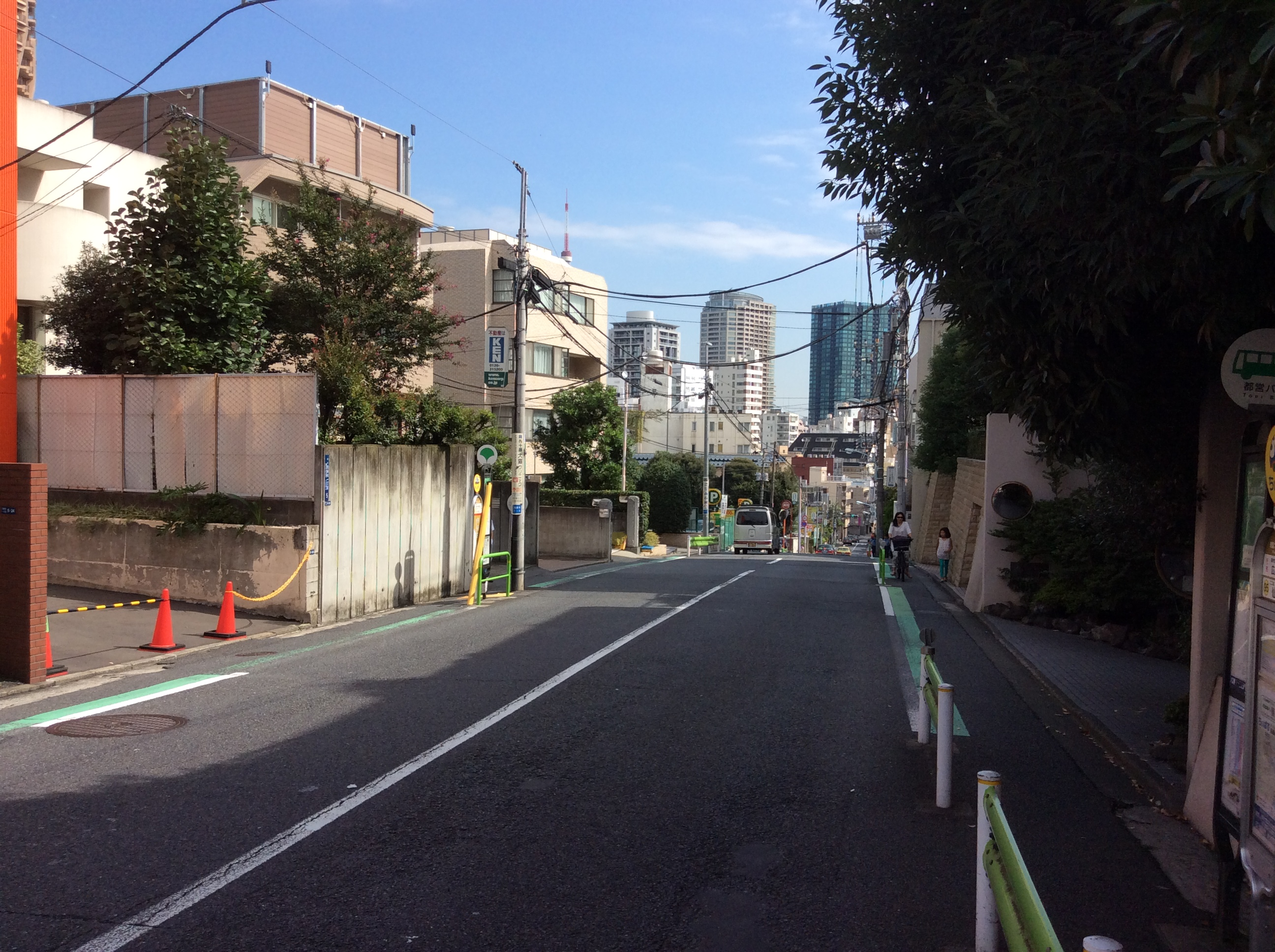
同左、東方向に降る（2017年9月24日撮影）

## 仙台坂（品川）
東京都品川区の「旧仙台坂」は、現在「くらやみ坂」と呼ばれており、海晏寺（南品川五丁目）と泊船寺（東大井四丁目）との間にある坂（下は仙台坂トンネル）を指す。その後交通量が増加した事から、現在は池上通りを仙台坂と呼ぶようになった。
池上通りの青物横丁交差点から仙台坂上交差点までの間を「仙台坂」、東京都道420号鮫洲大山線の南品川三丁目交差点から仙台坂上交差点までの間を「旧仙台坂（くらやみ坂）」と呼ばれている。
旧仙台坂は国道15号南品川交差点から大井町方面へ登る坂で、坂上で現在の仙台坂（池上通り）に合流している。坂の左右中程から上（東大井四丁目・南品川五丁目）に仙台藩伊達陸奥守の下屋敷があった。
仙台坂上には屋敷の味噌蔵を起源とする「仙台味噌醸造所」が昔ながらに残っており、現在も営業している。坂の中程には屋敷跡の記しとして「タブノキ」も残されており、江戸時代の名残を偲ばせる。坂は町田学園前、池上通りを南に上り、坂上には仙台坂巡査派出所がある。

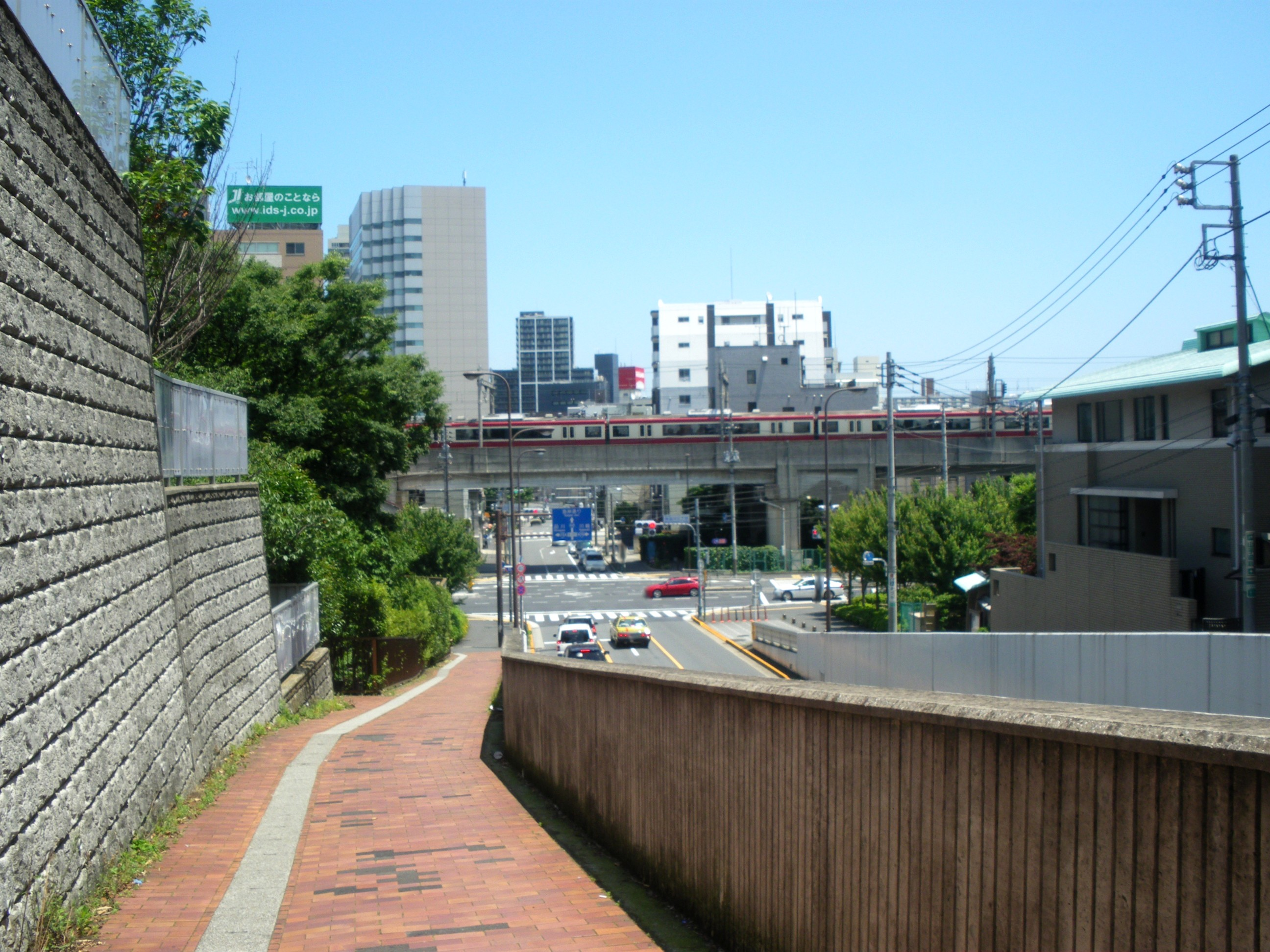
旧仙台坂
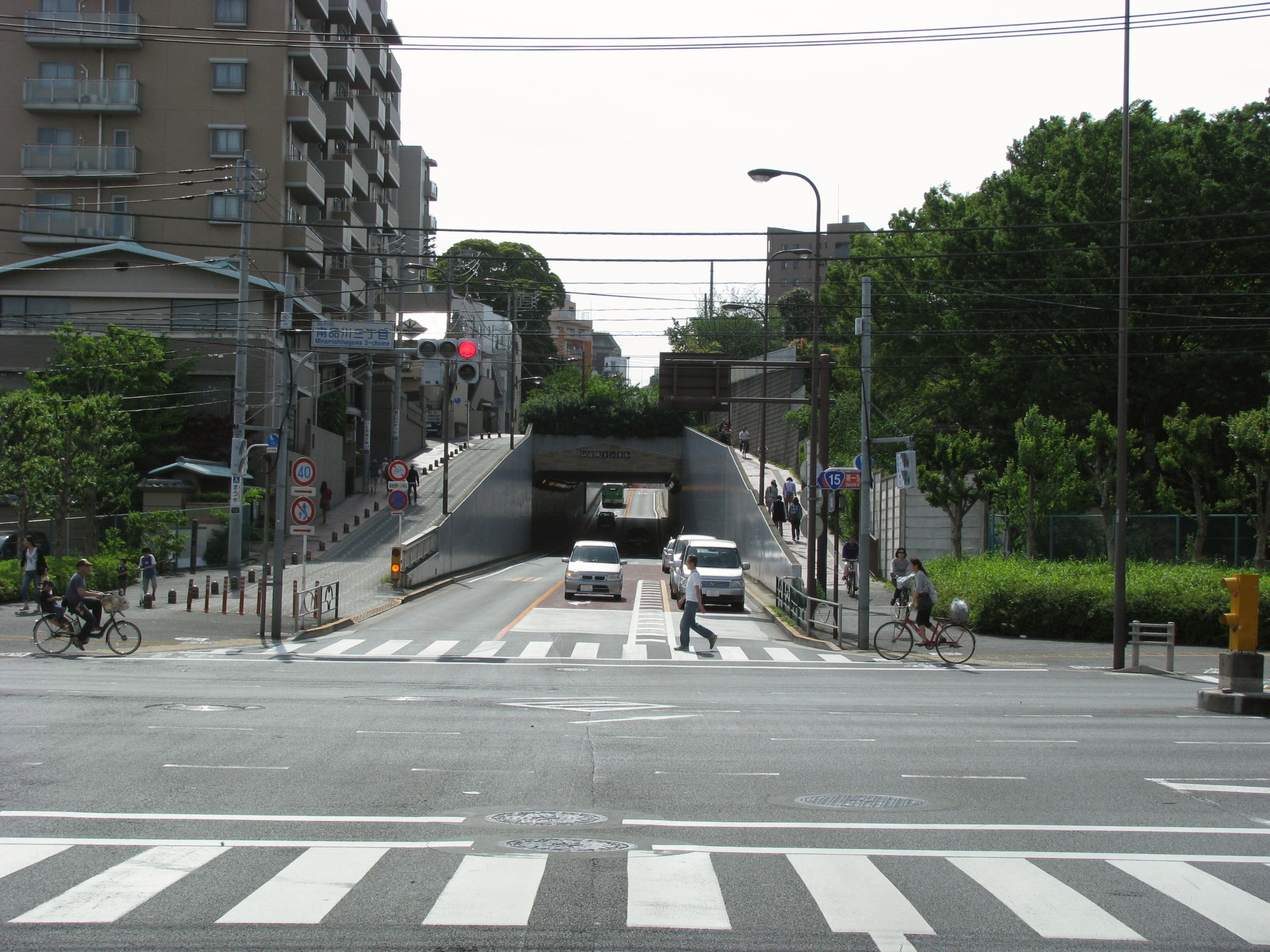
南品川三丁目交差点から望む旧仙台坂